# Altbierlingen
Altbierlingen ist ein Teilort der Großen Kreisstadt Ehingen (Donau) im Alb-Donau-Kreis in Baden-Württemberg. Ortsvorsteher ist Michael Mouratidis (Stand: 2025).

## Geschichte
In einer Urkunde des Klosters St. Gallen wurde erstmals im Jahr 776 ein „Bierlingen“ erwähnt. Offen ist dabei, ob Altbierlingen oder der Ehinger Teilort Kirchbierlingen gemeint ist. Im Jahr 1219 ist erstmals vom Ort „Altbilringen“ die Rede, also von Altbierlingen. Vermutlich bezieht sich das Adjektiv „Alt“ im Namen nicht auf das Alter, sondern auf die geografische Lage (lat. altus = hoch, tief, breit, weit) des Ortes.
Einst gehörte das Dorf zur Herrschaft der Grafen von Berg. Mit dieser Herrschaft kam der Ort im Jahr 1343 an Österreich. Seit dem Jahr 1681 war Altbierlingen – ebenso wie der Ehinger Teilort Berg – Pfand. Vom Jahr 1732 an war Altbierlingen Lehen der Grafen Schenk von Castell. Größter Grundherr war das Spital Ehingen und verschiedene andere Ehinger Stiftungen. Zwei Falllehen besaß das Kloster Urspring, weitere Lehen Graf Schenk von Castell. Es gab noch andere Lehensinhaber mit geringeren Einkünften. Im Jahr 1805 wurde Altbierlingen ins Königreich Württemberg eingegliedert und dem Oberamt Ehingen zugeordnet. Nachdem der Ort zuvor von Berg aus verwaltet wurde, erhielt er im Jahr 1811 einen eigenen Schultheiß. Seit 1938 gehörte Altbierlingen zum Landkreis Ehingen.
Von 1943 bis 1945 stand am südlichen Ortsrand eine große Radaranlage der deutschen Wehrmacht. Heute erinnert ein Gedenkstein an der Dorfstraße (vor Anwesen Nr. 61) daran.
Altbierlingen wurde am 1. Januar 1973 nach Ehingen eingemeindet und ist dort seitdem ein Teilort.
Die Altbierlinger Kapelle St. Wendelin stammt aus dem 18. Jahrhundert, abgesehen von ihrem spätgotischen Westturm. Die Kapelle gehört zur Pfarrei Kirchbierlingen.

## Politik

### Ortschaftsrat
Dem Ortschaftsrat gehören nach der Kommunalwahl vom 9. Juni 2024 mit dem Ortsvorsteher als Vorsitzenden acht Mitglieder an.
| Partei            | Stimmen | Sitze |
| Freie Bürgerliste | 98,40 % | 8     |

## Söhne und Töchter der Gemeinde
- Michael Braig (1774–1832), Pater und Mönch des Benediktinerklosters Wiblingen, Vikar in Unterkirchberg und Pfarrer in Illerrieden
- Georg Braig (1888–1962), Politiker (Zentrum)